# 特征函数 (概率论)

The characteristic function of a uniform U(–1,1) random variable. This function is real-valued because it corresponds to a random variable that is symmetric around the origin; however characteristic functions may generally be complex-valued.

在概率论中，任何随机变量的特征函数（缩写：ch.f，复数形式：ch.f's）完全定义了它的概率分布。在实直线上，它由以下公式给出，其中{\displaystyle X}是任何具有该分布的随机变量：
{\displaystyle \varphi _{X}(t)=\operatorname {E} \left(e^{itX}\right)}，
其中{\displaystyle t}是一个实数，{\displaystyle i}是虚数单位，{\displaystyle E}表示期望值。
用矩母函数{\displaystyle M_{X}(t)}来表示（如果它存在），特征函数就是{\displaystyle iX}的矩母函数，或{\displaystyle X}在虚数轴上求得的矩母函数。
{\displaystyle \varphi _{X}(t)=M_{iX}(t)=M_{X}(it)}
与矩母函数不同，特征函数总是存在。
如果{\displaystyle F_{X}}是累积分布函数，那么特征函数由黎曼－斯蒂尔杰斯积分给出：
{\displaystyle \operatorname {E} \left(e^{itX}\right)=\int _{-\infty }^{\infty }e^{itx}\,dF_{X}(x)}。
在概率密度函数{\displaystyle f_{X}}存在的情况下，该公式就变为：
{\displaystyle \operatorname {E} \left(e^{itX}\right)=\int _{-\infty }^{\infty }e^{itx}f_{X}(x)\,dx}。
如果{\displaystyle X}是一个向量值随机变量，我们便取自变量{\displaystyle t}为向量，{\displaystyle tX}为数量积。
{\displaystyle R}或{\displaystyle R^{n}}上的每一个概率分布都有特征函数，因为我们是在有限测度的空间上对一个有界函数进行积分，且对于每一个特征函数都正好有一个概率分布。
一个对称概率密度函数的特征函数（也就是满足{\displaystyle f_{X}(x)=f_{X}(-x)}）是实数，因为从{\displaystyle x>0}所获得的虚数部分与从{\displaystyle x<0}所获得的相互抵消。

## 连续性
勒维连续定理说明，假设{\displaystyle (X_{n})_{n=1}^{\infty }}为一个随机变量序列，其中每一个{\displaystyle X_{n}}都有特征函数{\displaystyle \varphi _{n}}，那么它依分布收敛于某个随机变量{\displaystyle X}：
{\displaystyle X_{n}{\xrightarrow {\mathcal {D}}}X}当{\displaystyle n\to \infty }
如果
{\displaystyle \varphi _{n}\quad {\xrightarrow {\textrm {pointwise}}}\quad \varphi }当{\displaystyle n\to \infty }
且{\displaystyle \varphi (t)}在{\displaystyle \ t=0}处连续，{\displaystyle \varphi }是{\displaystyle X}的特征函数。
勒维连续定理可以用来证明弱大数定律。

### 反演定理
在累积概率分布函数与特征函数之间存在双射。也就是说，两个不同的概率分布不能有相同的特征函数。
给定一个特征函数φ，可以用以下公式求得对应的累积概率分布函数{\displaystyle F}：
{\displaystyle F_{X}(y)-F_{X}(x)=\lim _{\tau \to +\infty }{\frac {1}{2\pi }}\int _{-\tau }^{+\tau }{\frac {e^{-itx}-e^{-ity}}{it}}\,\varphi _{X}(t)\,dt}。
一般地，这是一个广义积分；被积分的函数可能只是条件可积而不是勒贝格可积的，也就是说，它的绝对值的积分可能是无穷大。

### 博赫纳-辛钦定理/公理化定義
任意一个函数{\displaystyle \varphi }是对应于某个概率律{\displaystyle \mu }的特征函数，当且仅当满足以下三个条件：
1. {\displaystyle \varphi \,}是连续的；
2. {\displaystyle \varphi (0)=1\,}；
3. {\displaystyle \varphi \,}是一个正定函数（注意这是一个复杂的条件，与{\displaystyle \varphi >0}不等价）。

### 計算性质
特征函数对于处理独立随机变量的函数特别有用。例如，如果{\displaystyle X_{1}}、{\displaystyle X_{2}}、……、{\displaystyle X_{n}}是一个独立（不一定同分布）的随机变量的序列，且
{\displaystyle S_{n}=\sum _{i=1}^{n}a_{i}X_{i},\,\!}
其中{\displaystyle a_{i}}是常数，那么{\displaystyle S_{n}}的特征函数为：
{\displaystyle \varphi _{S_{n}}(t)=\varphi _{X_{1}}(a_{1}t)\varphi _{X_{2}}(a_{2}t)\cdots \varphi _{X_{n}}(a_{n}t).\,\!}
特别地，{\displaystyle \varphi _{X+Y}(t)=\varphi _{X}(t)\varphi _{Y}(t)}。这是因为：
{\displaystyle \varphi _{X+Y}(t)=E\left(e^{it(X+Y)}\right)=E\left(e^{itX}e^{itY}\right)=E\left(e^{itX}\right)E\left(e^{itY}\right)=\varphi _{X}(t)\varphi _{Y}(t)}。
注意我们需要{\displaystyle X}和{\displaystyle Y}的独立性来确立第三和第四个表达式的相等性。
另外一个特殊情况，是{\displaystyle a_{i}={\frac {1}{n}}}且{\displaystyle S_{n}}为样本平均值。在这个情况下，用{\displaystyle {\overline {X}}}表示平均值，我们便有：
{\displaystyle \varphi _{\overline {X}}(t)=\left(\varphi _{X}\left({\frac {t}{n}}\right)\right)^{n}}。

## 特征函数举例
| 分布                                                              | 特征函数 {\displaystyle \varphi (t)}                                 |
| ----------------------------------------------------------------- | -------------------------------------------------------------------- |
| 退化分布 {\displaystyle \delta _{a}}                              | {\displaystyle e^{ita}}                                              |
| 伯努利分布 {\displaystyle \mathrm {Bern} (p)}                     | {\displaystyle 1-p+pe^{it}}                                          |
| 二项分布 {\displaystyle B(n,p)}                                   | {\displaystyle (1-p+pe^{it})^{n}}                                    |
| 负二项分布 {\displaystyle NB(r,p)}                                | {\displaystyle {\biggl (}{\frac {1-p}{1-pe^{i\,t}}}{\biggr )}^{\!r}} |
| 泊松分布 {\displaystyle \mathrm {Pois} (\lambda )}                | {\displaystyle e^{\lambda (e^{it}-1)}}                               |
| 连续均匀分布 {\displaystyle U(a,b)}                               | {\displaystyle {\frac {e^{itb}-e^{ita}}{it(b-a)}}}                   |
| 拉普拉斯分布 {\displaystyle L(\mu ,b)}                            | {\displaystyle {\frac {e^{it\mu }}{1+b^{2}t^{2}}}}                   |
| 正态分布 {\displaystyle N(\mu ,\sigma ^{2})}                      | {\displaystyle e^{it\mu -{\frac {1}{2}}\sigma ^{2}t^{2}}}            |
| 卡方分布 {\displaystyle \chi _{k}^{2}}                            | {\displaystyle (1-2it)^{-{\frac {k}{2}}}}                            |
| 柯西分布 {\displaystyle C(\mu ,\theta )}                          | {\displaystyle e^{it\mu -\theta \|t\|}}                              |
| 伽玛分布 {\displaystyle \Gamma (k,\theta )}                       | {\displaystyle (1-it\theta )^{-k}}                                   |
| 指数分布 {\displaystyle \mathrm {Exp} (\lambda )}                 | {\displaystyle (1-it\lambda ^{-1})^{-1}}                             |
| 多元正态分布 {\displaystyle N(\mu ,\Sigma )}                      | {\displaystyle e^{it^{T}\mu -{\frac {1}{2}}t^{T}\Sigma t}}           |
| 多元柯西分布 {\displaystyle \mathrm {MultiCauchy} (\mu ,\Sigma )} | {\displaystyle e^{it^{T}\mu -{\sqrt {t^{T}\Sigma t}}}}               |

Oberhettinger (1973) 提供的特征函数表.

## 特征函数的应用
由于连续定理，特征函数被用于中心极限定理的最常见的证明中。

### 矩
特征函数还可以用来求出某个随机变量的矩。只要第n个矩存在，特征函数就可以微分n次，得到：
{\displaystyle \operatorname {E} \left(X^{n}\right)=i^{-n}\,\varphi _{X}^{(n)}(0)=i^{-n}\,\left[{\frac {d^{n}}{dt^{n}}}\varphi _{X}(t)\right]_{t=0}.\,\!}
例如，假设{\displaystyle X}具有标准柯西分布。那么{\displaystyle \varphi _{X}(t)=e^{-|t|}}。它在{\displaystyle t=0}处不可微，说明柯西分布没有期望值。另外，注意到{\displaystyle n}个独立的观测的样本平均值{\displaystyle {\overline {X}}}具有特征函数{\displaystyle \varphi _{\overline {X}}(t)=(e^{-{\frac {\left\vert t\right\vert }{n}}})^{n}=e^{-|t|}}，利用前一节的结果。这就是标准柯西分布的特征函数；因此，样本平均值与总体本身具有相同的分布。
特征函数的对数是一个累积量母函数，它对于求出累积量是十分有用的；注意有时定义累积量母函数为矩母函数的对数，而把特征函数的对数称为第二累积量母函数。

### 一个例子
具有尺度参数{\displaystyle \theta }和形状参数k的伽玛分布的特征函数为：
{\displaystyle (1-\theta \,i\,t)^{-k}}。
现在假设我们有：
{\displaystyle \ X\sim \Gamma (k_{1},\theta )}且{\displaystyle \ Y\sim \Gamma (k_{2},\theta )}
其中{\displaystyle X}和{\displaystyle Y}相互独立，我们想要知道{\displaystyle X+Y}的分布是什么。{\displaystyle X}和{\displaystyle Y}特征函数分别为：
{\displaystyle \varphi _{X}(t)=(1-\theta \,i\,t)^{-k_{1}},\,\qquad \varphi _{Y}(t)=(1-\theta \,i\,t)^{-k_{2}}}
根据独立性和特征函数的基本性质，可得：
{\displaystyle \varphi _{X+Y}(t)=\varphi _{X}(t)\varphi _{Y}(t)=(1-\theta \,i\,t)^{-k_{1}}(1-\theta \,i\,t)^{-k_{2}}=\left(1-\theta \,i\,t\right)^{-(k_{1}+k_{2})}}。
这就是尺度参数为{\displaystyle \theta }、形状参数为{\displaystyle k_{1}+k_{2}}的伽玛分布的特征函数，因此我们得出结论：
{\displaystyle X+Y\sim \Gamma (k_{1}+k_{2},\theta )}，
这个结果可以推广到{\displaystyle n}个独立、具有相同尺度参数的伽玛随机变量：
{\displaystyle \forall i\in \{1,\ldots ,n\}:X_{i}\sim \Gamma (k_{i},\theta )\qquad \Rightarrow \qquad \sum _{i=1}^{n}X_{i}\sim \Gamma \left(\sum _{i=1}^{n}k_{i},\theta \right)}。

## 多元特征函数
如果{\displaystyle X}是一个多元随机变量，那么它的特征函数定义为：
{\displaystyle \varphi _{X}(t)=\operatorname {E} \left(e^{it\cdot X}\right)}。
这裡的点表示向量的点积，而向量{\displaystyle t}位于{\displaystyle X}的对偶空间内。用更加常见的矩阵表示法，就是：
{\displaystyle \varphi _{X}(t)=\operatorname {E} \left(e^{it^{T}X}\right)}。

### 例子
如果{\displaystyle X\sim N(0,\Sigma )\,}是一个平均值为零的多元高斯随机变量，那么：
{\displaystyle \varphi _{X}(t)=\operatorname {E} \left(e^{it^{T}X}\right)=\int _{x\in \mathbf {R} ^{n}}{\frac {1}{\left(2\pi \right)^{n/2}\left|\Sigma \right|^{1/2}}}\,e^{-{\frac {1}{2}}x^{T}\Sigma ^{-1}x}\cdot e^{it^{T}x}\,dx=e^{-{\frac {1}{2}}t^{T}\Sigma t},\quad t\in \mathbf {R} ^{n},}
其中{\displaystyle |\Sigma |}表示正定矩阵 Σ的行列式。

## 矩阵值随机变量
如果{\displaystyle X}是一个矩阵值随机变量，那么它的特征函数为：
{\displaystyle \varphi _{X}(T)=\operatorname {E} \left(e^{i\,\mathrm {Tr} (XT)}\right)}
在这裡，{\displaystyle \mathrm {Tr} (\cdot )}是迹函数，{\displaystyle \ XT}表示{\displaystyle T}与{\displaystyle X}的矩阵乘积。由于矩阵XT一定有迹，因此矩阵X必须与矩阵T的转置的大小相同；因此，如果X是m × n矩阵，那么T必须是n × m矩阵。
注意乘法的顺序不重要（{\displaystyle XT\neq TX}但{\displaystyle \ tr(XT)=tr(TX)}）。
矩阵值随机变量的例子包括威沙特分布和矩阵正态分布。

## 相关概念
相关概念有矩母函数和概率母函数。特征函数对于所有概率分布都存在，但矩母函数不是这样。
特征函数与傅里叶变换有密切的关系：一个概率密度函数{\displaystyle p(x)}的特征函数是{\displaystyle p(x)}的连续傅里叶变换的共轭复数（按照通常的惯例）。
{\displaystyle \varphi _{X}(t)=\langle e^{itX}\rangle =\int _{-\infty }^{\infty }e^{itx}p(x)\,dx={\overline {\left(\int _{-\infty }^{\infty }e^{-itx}p(x)\,dx\right)}}={\overline {P(t)}},}
其中{\displaystyle P(t)}表示概率密度函数{\displaystyle p(x)}的连续傅里叶变换。类似地，从{\displaystyle \varphi _{X}(t)}可以通过傅里叶逆变换求出{\displaystyle p(x)}：
{\displaystyle p(x)={\frac {1}{2\pi }}\int _{-\infty }^{\infty }e^{itx}P(t)\,dt={\frac {1}{2\pi }}\int _{-\infty }^{\infty }e^{itx}{\overline {\varphi _{X}(t)}}\,dt}。
确实，即使当随机变量没有密度时，特征函数仍然可以视为对应于该随机变量的测度的傅里叶变换。